# جيما بريسكوت
جيما بريسكوت (بالإنجليزية: Gemma Prescott) هي منافسة ألعاب القوى بريطانية، ولدت في 25 سبتمبر 1983 في ترورو في المملكة المتحدة.

## روابط خارجية
- جيما بريسكوت على موقع Paralympic.org (الإنجليزية)
- جيما بريسكوت على موقع اتحاد ألعاب الكومنولث (مؤرشف) (الإنجليزية)